# 卡那封城堡
卡那封城堡 是西北威尔士圭内斯郡境内的一座中世纪建筑。11世纪末期到1283年，卡那封镇内矗立着一座土岗-城廓式城堡，之后英格兰国王爱德华一世将其更换为如今的石结构城堡。在爱德华时代，小镇与城堡充当了北威尔士的行政中心，因此防御工事规模宏大。城堡位于塞贡蒂乌姆罗马要塞附近，墙壁的风格也类似于君士坦丁堡城墙，与卡那封的古罗马历史有着紧密的联系。爱德华一世于1301年在此加冕其子为威尔士亲王。
城堡在建之时，卡那封的城墙也同时建设。从开工到1330年竣工，共花费20,000到25,000英镑。虽然卡那封城堡外观上基本完整，但室内建筑却未能幸存下来，很多建设计划更是从未完成过。1294年马多格·阿普卢埃林发动对英格兰的叛乱，小镇与城堡遭到洗劫。翌年卡那封又被重新夺回。1400–1415年的格林多起义期间，城堡遭到围攻。1485年，亨利七世登上英国王位，威尔士和英格兰之间的紧张局势得以缓和，城堡的重要性降低。从此，卡那封城堡陷入年久失修的状况。
尽管破败不堪，但英国内战期间，卡那封城堡被保皇党掌控，三次遭到议会军包围。这是该城堡最后一次用于战争。之后卡那封城堡一直无人问津，直到19世纪国家拨款维修为止。1911年与1969年，在卡那封城堡进行了册封威尔士亲王的仪式。它是英国的世界遗产“圭內斯郡愛德華國王的城堡和城牆”的一部分。

## 背景
罗马人建造了卡那封的第一批防御工事。这座他们称为“塞贡蒂乌姆”的要塞如今位于小镇的郊区。大概是因为掩蔽性好，而且塞昂特河上的航运可以为“塞贡蒂乌姆”提供补给，所以该要塞坐落于塞昂特河畔附近。卡那封这个名字源于罗马的防御工事。威尔士语中，此地曾被称为“y gaer yn Arfon”，意思是“正对着Môn的土地上的堡垒”；Môn是安格西岛的威尔士语名字。5世纪初罗马人离开不列颠后，“塞贡蒂乌姆”及其附近平民定居点的命运几乎无从知晓。

## 早期城堡
诺曼征服英格兰后，征服者威廉将目标转向威尔士。根据1086年的末日审判调查，诺曼人罗德兰的罗伯特名义上管辖了整个威尔士北部。他于1088年遭到威尔士人刺杀。其堂兄弟的切斯特伯爵休·德·阿夫朗什建造了三座城堡，来彰显诺曼人对威尔士北部的控制：一座位于迈里奥尼德的某处，地点不详；一座位于安格西岛上的阿贝尔莱尼奥格；另一座则位于卡那封。早期的这座城堡在一个半岛上，被塞昂特河与梅奈海峡围绕着；它本来是土岗-城廓式的，由木栅和土堤防护着。由于后来爱德华时代的城堡将土岗合并了，原来的城廓位置无法确定，但可能是在土岗的东北方。1969年对土岗顶部进行了挖掘，没有发现中世纪的活动迹象， 表明所有遗迹都被清理了。很可能土岗上有一坐木塔，被称为keep。威尔士人于1115年重新夺回圭内斯，卡那封城堡由威尔士亲王控制。 由现在城堡的文件可知，卢埃林大帝和后来的卢埃林·阿普·格鲁菲兹偶尔住在卡那封。

## 补充书目
- Coldstream, Nicola, , Architectural History, 2003, 46: 19–36  [2011-02-09], （原始内容存档于2021-02-17）